# Dagobert Peche
Dagobert Peche, né le 3 avril 1887 à Sankt Michael (Lungau, Land Salzburg) et mort le 16 avril 1923 à Modling, est un artiste et designer métallurgiste autrichien.

## Carrière
Dagobert Peche rejoint la Wiener Werkstatte en 1915 et expose à la Deutscher Werkbund Exhibition à Cologne, puis en devient co-directeur en 1916.  
Au début des années 1920, il introduit un style « baroque hérissé » inspiré de l'art populaire et utilisant des fleurs, des animaux et des figures humaines comme motifs décoratifs. 